# Francesco Saverio del Carretto
Francesco Saverio del Carrétto (* 11. September 1777 in Barletta; † 21. November 1861 in Neapel) war ein italienischer Soldat und Politiker, Polizeiminister des Königreichs beider Sizilien.

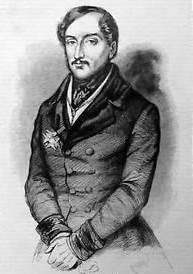
Francesco Saverio del Carrétto

## Leben
Als Schüler der Scuola Militare Nunziatella in Neapel blieb er den Bourbonen während der napoleonischen Periode treu und folgte 1806 Ferdinand IV. nach Sizilien. Im Jahr 1808 ging er nach Spanien, wo er am Unabhängigkeitskrieg gegen die Franzosen (1808–1813) teilnahm.
Nach der Restauration wurde er zum Oberst in der bourbonischen Armee ernannt und erhielt das militärische Kommando über die Provinz Basilikata. Als Anhänger der Carboneria nahm er aktiv an der Revolution von 1820–1821 teil und war Stabschef der von Guglielmo Pepe geführten konstitutionellen Armee im Krieg gegen die Österreicher.
Nach dem Scheitern der konstitutionellen Aufstände widerrief Del Carretto seine Entscheidung für die Carbonari und erklärte, er sei der Bewegung nur beigetreten, um sie zu boykottieren, und wurde von der Untersuchungskommission, der sogenannten Giunta di scrutinio, rehabilitiert. Nachdem er zum Reaktionär geworden war und sich in den zwei Jahren von 1824 bis 1825 als Befehlshaber mobiler Einheiten im Kampf gegen Räuberbanden in verschiedenen Teilen Kalabriens ausgezeichnet hatte, wurde er 1827 zum Chef der Gendarmerie der beiden Sizilien ernannt; in dieser Funktion zeichnete er sich bei der Unterdrückung der Aufstände im Cilento 1828 und bei der Zerstörung des Dorfes Bosco (7. Juli 1828) aus.
Luigi Settembrini fasste die Tragödie von Bosco wie folgt zusammen:

„Zuerst wurde in Bosco, dann in anderen nahe gelegenen Dörfern der Ruf „Verfassung“ laut [...] Bald darauf schickte König Franz den Brigadier Del Carretto mit sehr rigorosen Befehlen an der Spitze von mehreren hundert Gendarmen. Er zerstörte das Dorf Bosco, das bereits von seinen Bewohnern verlassen war, mit Kanonenschüssen und nahm alle Schuldigen oder Verdächtigen fest und ließ sie von einer von ihm selbst ernannten Militärkommission aburteilen, die zweiundzwanzig zum Tode und sechzig zu Gefängnisstrafen verurteilte. 80 wurden in Neapel als Komplizen inhaftiert und sieben zu Gefängnisstrafen verurteilt. Für diesen Dienst erhielt Del Carretto den Titel eines Marquese, den Rang eines Marschalls, und wurde für höhere Aufgaben in Betracht gezogen.“

Nachdem er den gemäßigten Nicola Intonti als Polizeiminister abgelöst hatte, war Del Carretto in den  Regierungen Avarna (1831) und Serracapriola für die Unterdrückung aller Aufstandsbewegungen im Königreich beider Sizilien verantwortlich. Im Jahr 1837 unterdrückte er mit der üblichen Härte die Unruhen, die nach einer Choleraepidemie in Sizilien ausgebrochen waren: 750 Personen wurden verhaftet, von denen 123 zum Tode verurteilt wurden. Er war siebzehn Jahre lang einflussreicher Polizeiminister und Chef der Gendarmerie und musste wegen der Aufstände von 1848 ins Ausland fliehen: Vom Hof vertrieben gelang ihm am 5. Januar 1848 auf dem Schiff Nettuno die Flucht nach Frankreich. Während der konstitutionellen Regierung wurde er als Polizeichef durch den liberalen Carlo Poerio und nach der Revolution durch Gaetano Peccheneda ersetzt, der seine Methoden wieder aufnahm. Zwei Jahre später kehrte Del Carretto nach Neapel zurück und zog sich ins Privatleben zurück.